# Plioperdix
Plioperdix — викопний рід куроподібних птахів родини Фазанові (Phasianidae). Рід існував у неогені в арідних регіонах Європи та Азії.

## Види
- Plioperdix hungarica Janossy 1991
- Plioperdix joleaudi (Ennouchi, 1930)
- Plioperdix ponticus (Tugarinov, 1940)